# Olympische Sommerspiele 1984/Leichtathletik – 400 m (Frauen)

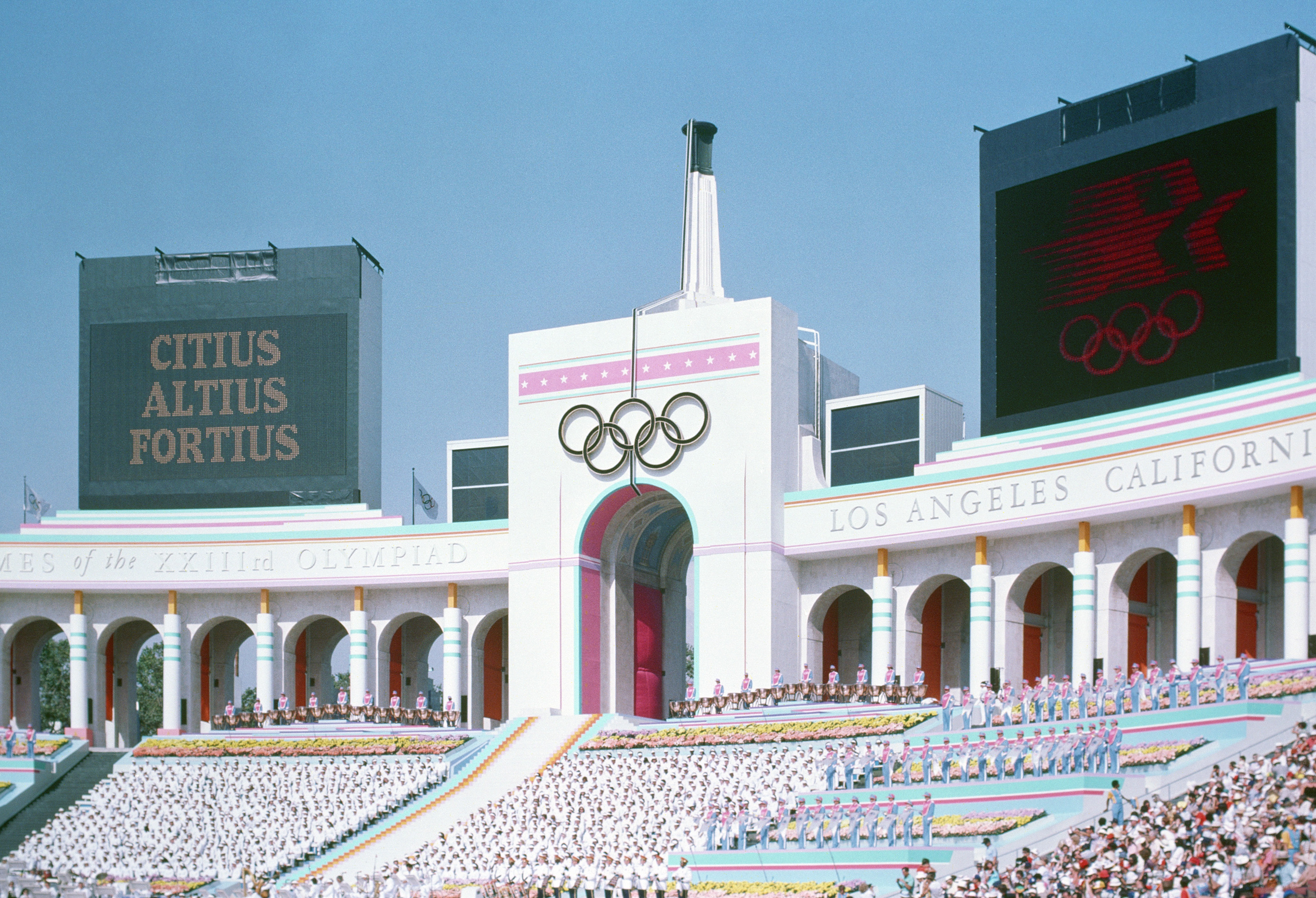
Blick auf das Eingangstor des Los Angeles Memorial Coliseum

Der 400-Meter-Lauf der Frauen bei den Olympischen Spielen 1984 in Los Angeles wurde am 4., 5. und 6. August 1984 im Los Angeles Memorial Coliseum ausgetragen. 28 Athletinnen nahmen teil.
Olympiasiegerin wurde die US-Athletin Valerie Brisco-Hooks. Sie gewann vor ihrer Landsfrau Chandra Cheeseborough und der Britin Kathy Cook.
Die Bundesrepublik Deutschland wurde durch Gaby Bußmann, Heike Schulte-Mattler und Ute Thimm vertreten. Schulte-Mattler schied in der Vorrunde aus. Bußmann qualifizierte sich für das Halbfinale, trat dort aber nicht an. Thimm kam ins Finale und belegte Rang sechs.

Läuferinnen aus der Schweiz, Österreich und Liechtenstein nahmen nicht teil. Athletinnen aus der DDR waren wegen des Olympiaboykotts ebenfalls nicht dabei.

## Aktuelle Titelträgerinnen
| Olympiasiegerin 1980                       | Marita Koch ( DDR)                        | 48,88 s | Moskau 1980   |
| Weltmeisterin 1983                         | Jarmila Kratochvilová ( Tschechoslowakei) | 47,99 s | Helsinki 1983 |
| Europameisterin 1982                       | Marita Koch ( DDR)                        | 48,16 s | Athen 1982    |
| Panamerikanische Meisterin 1983            | Charmaine Crooks ( Kanada)                | 51,49 s | Caracas 1983  |
| Zentralamerika- und Karibik-Meisterin 1983 | Ana Fidelia Quirot ( Kuba)                | 52,89 s | Havanna 1983  |
| Südamerika-Meisterin                       | Elba Barbosa ( Brasilien)                 | 54,0 s  | Santa Fe 1983 |
| Asienmeisterin 1983                        | Pilavullakandi Usha ( Indien)             | 54,20 s | Kuwait 1983   |
| Afrikameisterin 1982                       | Ruth Atuti ( Kenia)                       | 54,48 s | Kairo 1982    |

## Rekorde

### Bestehende Rekorde
| Weltrekord         | 47,99 s | Jarmila Kratochvilová ( Tschechoslowakei) | Helsinki, Finnland                             | 10. August 1983 |
| Olympischer Rekord | 48,88 s | Marita Koch ( DDR)                        | Finale OS Moskau, Sowjetunion (heute Russland) | 28. Juli 1980   |

### Rekordverbesserung
Die US-amerikanische Olympiasiegerin Valerie Brisco-Hooks verbesserte den bestehenden olympischen Rekord im Finale am 6. August um fünf Hundertstelsekunden auf 48,83 s. Den Weltrekord verfehlte sie damit um 84 Hundertstelsekunden.

## Vorrunde
Datum: 4. August 1984
28 Teilnehmerinnen wurden in vier Vorläufe gelost. Für das Viertelfinale qualifizierten sich pro Lauf die ersten vier Athletinnen (hellblau unterlegt).
Mit fünfzehn Jahren war Reawadee Srithoa aus Thailand die jüngste Wettbewerberin. Die älteste Starterin war mit dreißig Jahren Zonia Meigham-Juarez aus Guatemala.
Die US-Amerikanerin Chandra Cheeseborough erzielte mit 50,94 s in Lauf eins die schnellste Vorlaufzeit. Die langsamste qualifizierte Athletin war Marie Mathieu aus Puerto Rico in Lauf drei mit 53,27 s. Die schnellste Athletin, die sich nicht qualifizieren konnte, war Heike Schulte-Mattler aus der Bundesrepublik Deutschland, die im ersten Rennen mit 52,77 s ausschied.

### Vorlauf 1
| Platz | Name                  | Nation              | Zeit    |
| ----- | --------------------- | ------------------- | ------- |
| 1     | Chandra Cheeseborough | USA                 | 50,94 s |
| 2     | Charmaine Crooks      | Kanada              | 52,04 s |
| 3     | Ilrey Oliver          | Jamaika             | 52,19 s |
| 4     | June Griffith         | Guyana              | 52,27 s |
| 5     | Heike Schulte-Mattler | BR Deutschland      | 52,77 s |
| 6     | Erica Rossi           | Italien             | 53,04 s |
| 7     | Jocelyn Joseph        | Antigua und Barbuda | 53,63 s |
| 8     | Zonia Meigham-Juarez  | Guatemala           | 55,64 s |

### Vorlauf 2
| Platz | Name              | Nation              | Zeit    |
| ----- | ----------------- | ------------------- | ------- |
| 1     | Gaby Bußmann      | BR Deutschland      | 52,42 s |
| 2     | Kathy Cook        | Großbritannien      | 52,64 s |
| 3     | Molly Killingbeck | Kanada              | 52,77 s |
| 4     | Cathy Rattray     | Jamaika             | 52,78 s |
| 5     | Gail Emmanuel     | Trinidad und Tobago | 54,07 s |
| 6     | Elanga Buala      | Papua-Neuguinea     | 56,82 s |
| 7     | Mercy Addy        | Ghana               | 58,91 s |

### Vorlauf 3
| Platz | Name               | Nation         | Zeit    |
| ----- | ------------------ | -------------- | ------- |
| 1     | Lillie Leatherwood | USA            | 52,05 s |
| 2     | Marita Payne       | Kanada         | 52,89 s |
| 3     | Helen Barnett      | Großbritannien | 52,94 s |
| 4     | Marie Mathieu      | Puerto Rico    | 53,27 s |
| 5     | Emma Tahapari      | Indonesien     | 55,82 s |
| 6     | Reawadee Srithoa   | Thailand       | 58,11 s |

### Vorlauf 4
| Platz | Name                 | Nation         | Zeit    |
| ----- | -------------------- | -------------- | ------- |
| 1     | Valerie Brisco-Hooks | USA            | 51,42 s |
| 2     | Ruth Waithera        | Kenia          | 52,53 s |
| 3     | Ute Thimm            | BR Deutschland | 52,53 s |
| 4     | Michelle Scutt       | Großbritannien | 52,89 s |
| 5     | Cynthia Green        | Jamaika        | 53,61 s |
| 6     | Carlon Blackman      | Barbados       | 54,26 s |
| 7     | Zeina Mina           | Libanon        | 59,56 s |

## Halbfinale
Datum: 5. August 1984
In den beiden Halbfinalläufen qualifizierten sich jeweils die ersten Vier (hellblau unterlegt) für das Finale.
Die Bestzeit des Halbfinales erzielte Chandra Cheeseborough mit 50,32 s im Lauf zwei.

### Lauf 1
| Platz | Name                 | Nation         | Zeit    |
| ----- | -------------------- | -------------- | ------- |
| 1     | Valerie Brisco-Hooks | USA            | 51,14 s |
| 2     | Kathy Cook           | Großbritannien | 51,49 s |
| 3     | Charmaine Crooks     | Kanada         | 51,53 s |
| 4     | Ruth Waithera        | Kenia          | 52,21 s |
| 5     | June Griffith        | Guyana         | 52,39 s |
| 6     | Cathy Rattray        | Jamaika        | 53,23 s |
| 7     | Marie Mathieu        | Puerto Rico    | 53,69 s |
| DNS   | Gaby Bußmann         | BR Deutschland |         |

### Lauf 2
| Platz | Name                  | Nation         | Zeit    |
| ----- | --------------------- | -------------- | ------- |
| 1     | Chandra Cheeseborough | USA            | 50,32 s |
| 2     | Lillie Leatherwood    | USA            | 50,83 s |
| 3     | Marita Payne          | Kanada         | 50,94 s |
| 4     | Ute Thimm             | BR Deutschland | 51,03 s |
| 5     | Molly Killingbeck     | Kanada         | 51,72 s |
| 6     | Michelle Scutt        | Großbritannien | 52,07 s |
| 7     | Ilrey Oliver          | Jamaika        | 52,14 s |
| 8     | Helen Barnett         | Großbritannien | 52,26 s |

## Finale

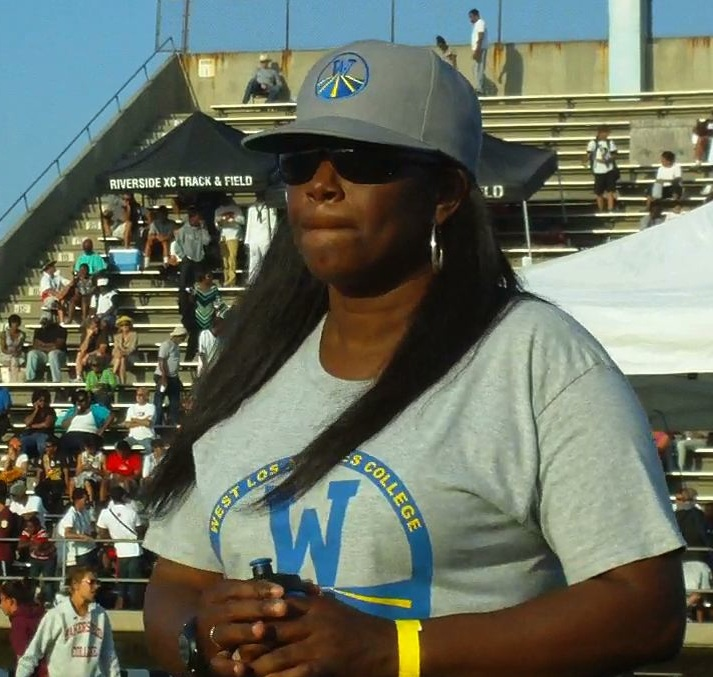
Erstes Gold für Valerie Brisco-Hooks (Foto: 2012) – 200 Meter- und Staffelgold kam in den nächsten Tagen noch hinzu
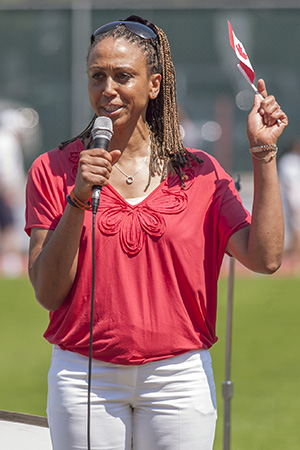
Charmaine Crooks kam auf den siebten Platz

Datum: 6. August 1984
| Platz | Name                  | Nation         | Zeit    | Anmerkung |
| ----- | --------------------- | -------------- | ------- | --------- |
| 1     | Valerie Brisco-Hooks  | USA            | 48,83 s | OR        |
| 2     | Chandra Cheeseborough | USA            | 49,05 s |           |
| 3     | Kathy Cook            | Großbritannien | 49,43 s |           |
| 4     | Marita Payne          | Kanada         | 49,91 s |           |
| 5     | Lillie Leatherwood    | USA            | 50,25 s |           |
| 6     | Ute Thimm             | BR Deutschland | 50,37 s |           |
| 7     | Charmaine Crooks      | Kanada         | 50,45 s |           |
| 8     | Ruth Waithera         | Kenia          | 51,56 s |           |

Für das Finale hatten sich alle drei US-Amerikanerinnen qualifiziert. Hinzu kamen zwei Kanadierinnen, eine Britin, eine Kenianerin und eine Läuferin aus der Bundesrepublik Deutschland. Durch den Olympiaboykott waren sowohl die Olympiasiegerin von 1980 Marita Koch aus der DDR als auch die tschechoslowakische Weltmeisterin und Weltrekordlerin Jarmila Kratochvilová nicht dabei. Darüber hinaus fehlten auch Vizeweltmeisterin Taťána Kocembová aus der Tschechoslowakei und die WM-Dritte Marija Pinigina, UdSSR. Zahlreiche weitere Läuferinnen aus den Boykottstaaten lagen ebenfalls weit vorne in der aktuellen Weltrangliste und wären hier zumindest im Kampf um vordere Platzierungen aussichtsreich an den Start gegangen. Als Favoritin galt nun die US-Läuferin Chandra Cheeseborough. Allgemeinhin gingen auch die Fachleute davon aus, dass Toppzeiten wohl ausbleiben würden.
Den besten Start hatte die Britin Kathy Cook, frühere Kathy Smallwood. Bis in die letzte Kurve hinein lag sie vor der US-Amerikanerin Valerie Brisco-Hooks, die sich bei den US-Trials überraschend für diese Spiele hatte qualifizieren können. Dahinter liefen Cheeseborough und die dritte US-Amerikanerin Lillie Leatherwood. In der Kurve zogen Brisco-Hooks und Cheeseborough an der Britin vorbei. Lillie Leatherwood dagegen verlor an Boden und wurde am Ende Fünfte. Valerie Brisco-Hooks lief völlig überraschend als Erste ins Ziel und verbesserte den Olympiarekord um sechs Hundertstelsekunden. Cheeseborough gewann Silber. Cook gewann die Bronzemedaille vor der aufkommenden Kanadierin Marita Payne. Die Bundesdeutsche Ute Thimm, frühere Ute Finger, belegte hinter Leatherwood Rang sechs, die Kanadierin Charmaine Crooks Platz sieben. Die Kenianerin Ruth Waithera wurde Achte.
Die erzielten Zeiten waren aufgrund der Ausgangssituation so von niemandem erwartet worden. Valerie Brisco-Hooks hatte sich erheblich gesteigert und sogar Kochs 1980 in Moskau aufgestellten olympischen Rekord unterboten. Mit ihrer Finalzeit von 48,83 s war sie die erste Frau unter 49 Sekunden, die nicht aus Osteuropa oder der DDR kam.
Valerie Brisco-Hooks gelang der erste US-Sieg in dieser Disziplin.
Drei Tage später gewann Valerie Brisco-Hooks die Goldmedaille über 200 Meter. Sie war damit die erste Frau bei Olympischen Spielen, die auf diesen beiden Strecken bei einer Austragung Olympiasiegerin wurde.

## Videolinks
- 1984 Olympic Games Track & Field - Women's 400 Meters, youtube.com, abgerufen am 14. November 2021
- Women's 400m Final at LA Olympics of 1984, youtube.com, abgerufen am 14. Januar 2018